# Philippscelus
Philippscelus – rodzaj chrząszczy z rodziny bogatkowatych, podrodziny Agrilinae i plemienia Coraebini.

## Taksonomia
Rodzaj ten został opisany w 1998 roku przez Charlesa L. Bellamy, a jego gatunkiem typowym ustanowiony Polyonychus fisheri Hoscheck, 1931.

## Występowanie
Rodzaj ten jest endemiczny dla Filipin. Wykazany dotąd z 3 wysp: Panay, Catanduanes oraz Leyte.

## Gatunki
Opisano dotąd 3 gatunki z tego rodzaju:
- Philippscelus fisheri (Hoscheck, 1931)
- Philippscelus gracilis Bellamy & Ohmomo, 2009
- Philippscelus panayensis Bellamy, 2005